# Giuseppe Guarino (giurista)
Giuseppe Guarino (Napoli, 15 novembre 1922 – Roma, 17 aprile 2020) è stato un giurista e politico italiano.

## Biografia
Nato il 15 novembre 1922 a Napoli, dove si è diplomato al liceo classico Antonio Genovesi, caporale maggiore in zona di operazioni nel 1943, fu primo classificato all'esame di procuratore legale nel 1944.
Intrapresa la carriera accademica, insegnò all'Università degli Studi di Sassari nel 1948, poi fu docente di diritto costituzionale a Siena, a Napoli, a Roma. "All'inizio della sua carriera venne mandato negli Stati Uniti e in Messico a studiare l'industria petrolifera e incrociò la Montedison di Eugenio Cefis".
Dal 1967 al 1987 fu sindaco della Banca d'Italia, veste nella quale - secondo Paolo Savona - divenne "il vero consigliere occulto nell'epoca Carli".
Deputato per la Democrazia Cristiana nella X Legislatura, nel 1987 fu Ministro delle finanze nel governo Fanfani VI, e in seguito Ministro dell'industria, del commercio e dell'artigianato e Ministro delle partecipazioni statali nel governo Amato I, dal 1992 al 1993; è stato l'ultimo titolare della delega alle partecipazioni statali prima della soppressione del ministero, abolito dal referendum abrogativo del 1993.
Noto giurista, fu uno dei primi professori ordinari di Diritto pubblico alla Sapienza - Università di Roma.
Europeista convinto all'epoca dei padri fondatori dell'Unione europea, Guarino divenne in seguito un forte critico della moneta unica. Sostenne inoltre tra l'altro l'illegittimità del fiscal compact.
È morto il 17 aprile 2020 a Roma, all'età di 97 anni.